# Святий Севастіан (да Мессіна)
«Святий Севастіан» — картина італійського художника епохи Раннього Ренесансу Антонелло да Мессіни (1430–1479). Створена в 1476 або 1478 році. Картина була придбана для Дрезденської галереї в 1873 році із зібрання Хуссіана у Відні. Нині зберігається у Галереї старих майстрів у Дрездені (інвен. номер Gal.-Nr. 52).

## Опис
На картині Мессіни зображений прив'язаний до колони юнак — святий Севастіан, римський воїн і християнський мученик, страчений близько 287 року за наказом імператора Діоклетіана. На картині Севастіан, подібно античним статуям, постає з прекрасним, проте не ідеалізованим, реальним оголеним тілом. Він спокійний, неначе не відчуває болю, від фізичної смерті його рятує віра. Згідно житія святого, численні стріли, випущені в нього римськими воїнами, не зачепили життєво важливих органів, сталось диво.
Окрім головного героя, Мессіна зображує багато інших персонажів — дрібних і заклопотаних у свої справи, які наче не помічають юнака.